# Enrique Anderson Imbert
Enrique Anderson Imbert (n. 12 februarie 1910 - d. 6 decembrie 2000) a fost prozator, eseist și istoric literar argentinian.
Alături de Jorge Luis Borges și Julio Cortázar, a fost unul dintre reprezentanții literaturii fantastico-magice argentiniene.

## Opera
- 1934: Vigilia ("Vigilia")
- 1953: Fuga ("La fuga")
- 1954: Istoria literaturii hispano-americane ("Historia de la literatura hispano-americana")
- 1957: Critica literară contemporană ("La critica literaria conteporanéa")
- 1963: Motanul din Cheshire ("El Gato de Cheshire")
- 1978: Primele povești ale lumii ("Los Primeros Cuentos del Mundo")
- 1979: Realismul magic și alte eseuri ("El Realismo Mágico y Otros Ensayos")